# Bőny
Pour les articles homonymes, voir Bony (homonymie).
Bőny est un village et une commune du comitat de Győr-Moson-Sopron en Hongrie.